# Hélder Rosário
Hélder Miguel do Rosário (ur. 9 marca 1980 w Lizbonie) – portugalski piłkarz występujący na pozycji obrońcy. Od 2012 gra w zespole SD Ponferradina.

## Kariera klubowa
Rosário rozpoczął swoją profesjonalną karierę w rezerwach Sportingu CP. Na mocy współpracy międzyklubowej reprezentował również zespół Lourinhanense. To tam zadebiutował w portugalskich rozgrywkach Segunda División B. W sezonie 2001/2002 przeszedł do klubu FC Maia, który występował wtedy w drugiej lidze portugalskiej. W rozgrywkach Superliga zadebiutował w 2003 roku reprezentując barwy CF Os Belenenses. Pierwszego ligowego gola zdobył w wygranym 3–1 meczu z Benficą. Przez kolejne trzy sezony był ważnym ogniwem defensywy Boavisty.
Podobnie jak dwóch jego rodaków, Eliseu i Paulo Jorge Rosário dołączył do zespołu Málaga CF występującego wówczas w hiszpańskiej Segunda División. W pierwszym sezonie 2007/2008 nie zagrał tylko w 3 meczach swojej drużyny (na 42 możliwe). Sezon zakończył z dwoma strzelonymi bramkami: w meczu domowym z zespołem Córdoba CF (zakończonym wynikiem 4–1) oraz Hércules CF(wynik 4–6). Málaga CF zakończyła ten sezon promocją do Primera División (po dwuletniej absencji).
Trzeci sezon (2009/2010) upłynął pod znakiem problemów zdrowotnych zawodnika. Rosário pojawił się w dwóch meczach Pucharu Króla w pierwszej części sezonu. Jego pierwszy i ostatni występ ligowy tego sezonu nastąpił 18 marca 2010 roku, w zremisowanym 0–0 meczu z Realem Valladolid. W 2012 roku przeszedł do SD Ponferradina.